# Día de los Hermanos
El Día de los Hermanos es una festividad  reconocida anualmente en algunas partes de Estados Unidos, celebrado el 10 de abril, y como Día de los Hermanos y las Hermanas el 31 de mayo en Europa, haciendo honor las relaciones fraternales. En diferencia con el Día de la Madre y el Día del Padre, no está federalmente reconocido en Estados Unidos, aunque la Siblings Day Foundation está trabajando para cambiar esto. Desde 1998, los gobernadores de 49 estados, oficialmente han emitido proclamaciones para reconocerlo en su estado.
Es celebrado también en Reino Unido, Australia e India. La festividad hindú de Raksha Bandhan también celebra el vínculo de hermanos y hermanas.
En Argentina se celebra el día 4 de marzo.

## Historia
La festividad en EE. UU. estuvo concebida por Claudia Evart en honor a la memoria de su hermano y hermana que murieron en edades tempranas.  La Siblings Day Foundation fue creada en 1997 y consiguió el estado de sin ánimo de lucro en 1999. Carolyn Maloney, entonces representante en el Congreso del XIV distrito de Nueva York, oficialmente celebró la festividad y la introdujo al registro oficial del Congreso de los Estados Unidos el 10 de abril de 1997; y en años subsiguientes 2001, 2005 y 2008.

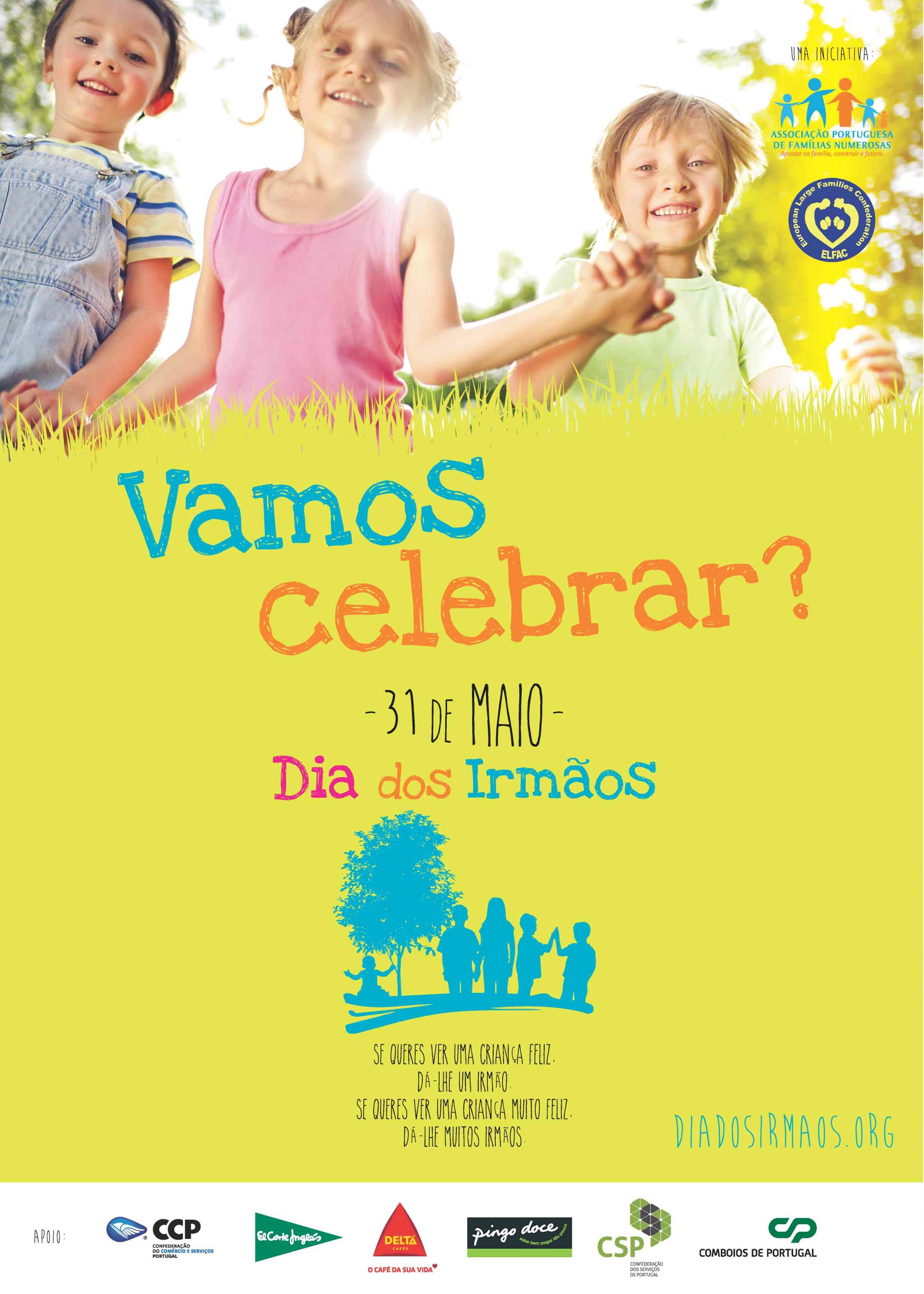
Cartel del Dia dos Irmãos, publicado por APFN, la Asociación de Familias Grandes Portuguesas, en mayo de 2016.

En Europa, la festividad fue lanzada en 2014 por la Confederación de Familias Grandes Europeas (European Large Families Confederation, ELFAC) para celebrar vínculos y relaciones fraternales. El 31 de mayo se ha extendido de maneras diferentes en los países europeos donde la ELFAC está presente. En Portugal, Dia dos Irmãos ha sido muy popular y el presidente de la república de Portugal lo ha celebrado públicamente en 2016 y 2017.
La ELFAC tiene miembros asociados en varios países europeos: Austria, Chipre, Croacia, República Checa, Estonia, Francia, Alemania, Grecia, Hungría, Italia, Letonia, Lituania, Portugal, Rumanía, Serbia y Suiza. Pero la adhesión a la fecha y espíritu del 31 de mayo está abierta a cualquier otro país europeo o no europeo.